# Buslijn 83 (Rotterdam)
Buslijn 83 is een buslijn in de regio Rotterdam, die wordt geëxploiteerd door de RET. De lijn rijdt van het winkelcentrum en OV-knooppunt Keizerswaard naar metrostation Kralingse Zoom in Rotterdam-Kralingen en is een zogenaamde "Gemaksbus".
In combinatie met lijn 183 wordt op werkdagen vier keer per uur gereden tussen Keizerswaard en Kralingse Zoom.